# كليف وليامز (لاعب دوري الرغبي)
كليف وليامز (بالإنجليزية: Clifford Williams)‏ هو لاعب دوري الرغبي بريطاني، ولد في 27 مايو 1939 في أبيركارن ‏ في المملكة المتحدة، وتوفي في 2 فبراير 2014 في ليدز في المملكة المتحدة.